# Ricardo Ferraz
Ricardo da Costa Ferraz (Lisboa, 16 de janeiro de 1926 — Lisboa, 19 de janeiro de 2006) foi um treinador de boxe e de futebol português. Também foi conhecido como "Senhor Boxe" ou o  "Zé das Toalhas". Embora tendo treinado também equipas de futebol, foi no boxe português que se tornou uma figura de referência, como atleta, técnico e dirigente desta modalidade desportiva.

## Biografia
Nasceu na cidade de Lisboa na freguesia do Beato no ano de 1926, quando jovem, Ferraz, estava dividido entre a prática do boxe e de futebol, daí, para além de iniciar a sua vida como pugilista em 1946, no Clube Águias do Alto Pina, também foi futebolista tendo passado por vários clubes e acabado o seu percurso no Vitória Clube de Lisboa. Foi então no boxe que começou a se distinguir principalmente como formador. Enquanto cumpria o serviço militar na marinha, como fuzileiro, aproveitava para treinar os colegas, surgindo assim a sua grande paixão como técnico da modalidade.
Anos mais tarde, iniciou como treinador de boxe a sua carreira no Vitória Clube de Lisboa, onde obteve o primeiro prémio internacional deste Clube.
A partir de 1961, com o advento da criação da modalidade no Sporting Clube de Portugal, Ricardo Ferraz ingressa como treinador e coordenador da secção de boxe deste Clube. Exerce ainda como treinador na Federação Portuguesa de Boxe (1968 a 1983), onde conquistou duas medalhas de ouro e de prata e quatro de bronze no Boxame.
A partir de 1971, para além das responsabilidades anteriormente referidas, Ricardo Ferraz, já nesta altura, uma figura central do boxe nacional, fica como responsável pelo treino da modalidade na Academia Militar e ainda como treinador da sua equipa de futebol. 
Como treinador durante tanto tempo e detentor de uma grande humanidade e responsabilidade cívica, não se centrava apenas na vertente desportiva, mas também no lado social, levando para o pugilismo muitos jovens, retirando-os da rua, criando-lhe um objetivo de vida, ensinando-os a serem disciplinados e formando-os quer como atletas, quer como pessoas.
Fez uma carreira brilhante no Sporting Clube de Portugal, como treinador cargo que ocupou durante vinte e oito anos, venceu diversos títulos, nomeadamente, catorze campeonatos nacionais, dezoito regionais e vários títulos internacionais, foi treinador de grandes nomes, do pugilismo, como: João Manuel Miguel, Fernando Tavares, Manuel Antunes e Vítor Carvalho.
João Manuel Miguel, mais conhecido como “Paquito”, foi um dos pugilistas mais aplicados de Ricardo Ferraz e sob a sua orientação técnica foi quem conseguiu o feito de estar nos Jogos Olímpicos de Moscovo em 1980, em representação de Portugal. Na sua participação olímpica conseguiu chegar aos oitavos de final, em vinte e dois participantes. Curiosamente, João Miguel seguiu as pisadas do mestre exercendo como técnico em Alvalade.
Depois de ter terminado a atividade de treinador, Ricardo Ferraz passou a desempenhar as funções de coordenador técnico da secção de Boxe do Sporting. Foi ainda Diretor Técnico Nacional e Presidente do Conselho Técnico.
Foi-lhe concedida a distinção de Sócio de Mérito da Associação de Boxe de Lisboa, (da qual chegou a ser presidente) da Associação de Futebol de Lisboa e do Vitória Clube de Lisboa. Durante a sua longa carreira recebeu vários louvores, outorgados pelo Comandante da Academia Militar, tendo sido condecorado com a Medalha de D. Afonso Henriques, Patrono do Exército.
O Sporting homenageou-o com o prémio Stromp por duas vezes e ainda o prémio Rugidos de Leão fazia parte da Comissão de Honra do Centenário do Clube.
Faleceu no dia 12 de janeiro de 2006, com oitenta anos de idade, demarcando o fim de uma era na modalidade, tanto ao nível dos clubes e instituições onde serviu, como do próprio pugilismo nacional. O Sporting honrou a velha glória decretando três dias de luto, para além de a sua bandeira ter estado a meia-haste.
A Academia Militar dedicou-lhe no seu portal uma notícia sobre o seu falecimento assinalando a importância e a excelência da sua contribuição profissional para o treino físico dos seus alunos.
A Câmara Municipal de Lisboa, reunida a 24 de janeiro de 2006, decretou um Voto de Pesar em sua homenagem, aprovado por unanimidade. A Assembleia aguardou um minuto de silêncio e deliberou a atribuição do seu nome a uma rua da cidade, sugerindo que fosse na freguesia do Beato, tendo em conta o seu nascimento, a sua residência e o local onde era uma referência para muita gente.